# Enrique Ripley Marín
Enrique Ripley Marín (16 de septiembre de 1922 – 20 de julio de 2009) fue un deportista y dirigente deportivo dominicano, exaltado al Pabellón de la Fama del Deporte Dominicano en el 2001.

## Biografía
Enrique Antonio Ripley Marín nació en el sector de Ciudad Nueva, en Santo Domingo, hijo de George Ripley Vicioso y Ofelia Marín Herrera. Se graduó de filosofía y letras en la Escuela Normal y completó sus estudios en el Colegio La Salle. Desde temprana edad, practicó natación en Güibia, voleibol en el antiguo local de Casa de España, baloncesto en la Escuela Normal y béisbol en el Gimnasio Escolar.
Fue un opositor de la dictadura de Rafael Leonidas Trujillo, razón por la cual fue apresado por casi dos años y en 1949 se exilia en Venezuela y regresa al país después de 14 años. Durante el exilio se mantuvo activo en actividades deportivas, organizando el equipo de baloncesto de la Unidad Agrícola de Turén.

## Carrera Deportiva
Al regresar a República Dominicana en 1963 funda la Asociación de Baloncesto del Distrito Nacional (Abadina) y conoce a Juan Ulises García Saleta y Virgilio Travieso Soto con quienes emprende una larga colaboración en pro del deporte dominicano. Tan solo 1 año después de la fundación de Abadina, realiza su primer torneo con 22 equipos.
Fue uno de los promotores de la construcción del Centro Olímpico Juan Pablo Duarte. Fue miembro fundador del Comité Olímpico Dominicano (COD) en el cual ocupó varios cargos como co-secretario de este organismo en la década de 1970 y subjefe de misión para los Juegos Olímpicos de Ciudad de México en 1968. Durante la misma década fue vicepresidente de la Federación Dominicana de Baloncesto. Fue instrumental en la obtención y realización de los XII Juegos Centroamericanos y del Caribe en Santo Domingo en 1974.

### Boxeo
En 1975 fue presidente de la Federación Dominicana de Boxeo. Durante su mandato como presidente de la Federación inició la organización de las Asociaciones de Boxeo, creando los fichajes necesarios y organizando el primer torneo nacional de boxeo. Durante su mandato, República Dominicana obtuvo su primera medalla de plata en los Juegos Panamericanos. En 1976, en calidad de presidente de la Federación Dominicana de Boxeo, asiste a los Juegos Olímpicos de Montreal, en la que el púgil Gustavo de la Cruz venció a un rival búlgaro para la primera victoria olímpica dominicana. Fue presidente del Comité Organizador del XII Campeonato Centroamericano y del Caribe de Boxeo, en 1981.

Durante la década de los años 90s, desempeñó las funciones de director de Deportes del club Naco, en cuyo cargo contribuyó al desarrollo deportivo de varios atletas. En sus últimos años manifestó su oposición a la inclusión de atletas profesionales en Juegos Olímpicos. Falleció en 2009 a los 86 años luego de una prolongada enfermedad. Durante los actos fúnebres recibió una guarda de honor por parte del Comité Olímpico Dominicano.

## Reconocimientos
Ripley Marín fue exaltado al Pabellón de la Fama del Deporte Dominicano en 2001. 
En 2023, recibió un homenaje póstumo por parte del Ministerio de Deportes y Recreación (Miderec), que anunció la construcción de un busto en su honor en el Centro Olímpico Juan Pablo Duarte. Asimismo, en el año 2022 se realizaron diversos actos con motivo del centenario de su nacimiento.
De su generación de propulsores del deporte, es el único que en 1975 rechazó la Orden al Mérito de Duarte, Sánchez y Mella, porque la recibiría de parte de Joaguín Balaguer.